# Roland Smeets
Roland Smeets (?, 1969) is een Belgisch componist, dirigent, hoornist en slagwerker.

## Levensloop
Smeets kreeg aan de Muziek Academie te Welkenraedt en Eupen zijn eerste muzieklessen. Hij studeerde muziekanalyse en «Solfège Spécialisé» aan het Conservatoire de musique de la Ville de Luxembourg in Luxemburg en aan het Koninklijk Conservatorium Luik. Nadat hij afstudeerde werd hij slagwerker en hoornist bij het Orchestre Philharmonique de Liège en in het orkest van de Opéra Royal de Wallonie. Verder is hij werkzaam in het orkest van André Rieu.
Door de muziek kwam hij in landen zoals Spanje, Italië, Denemarken, Hongarije, Polen, Canada en Brazilië.
Hij is dirigent van verschillende blaasorkesten in Oostbelgië zoals de Königliche Harmonie Kettenis (1995-2005), Königlicher Musikverein "Ardennenklang" Emmels (sinds 2006), Symphonisches Blasorchester der Belgischen Eifel (SBBE) (vanaf 2003), Königlicher Musikverein "Talecho" Wallerode en de Harmonie Municipale Clervaux (Luxemburg). Hij is lid van de muziekcommissie van de Oostbelgische Musikverband Födekam Ostbelgien VOG.
Smeets werkt als arrangeur en componist vooral voor harmonie- en fanfareorkesten, maar hij schrift ook werken voor koren en kamermuziek.

## Composities

### Werken voor harmonie- en fanfareorkest
- 1999 Leaden sunlight
- 1999 Playing Together
- 1999 Simple Gifts uit "Lord of the Dance"
- 1999 Three miniatures for young band
  1. Amazing grace
  2. Shangar
  3. The saints by the riverside
- 2000 Pegasus Bridge
- 2001 Bem-ti-vi (marcha brasiliana)
- 2001 Eurovision Variations
- 2004 Ars vivendi - A Tribute to Jan Magne Førde, mars
- 2004 Mystic, voor sopraan-, altsaxofoon solo en harmonie- of fanfareorkest[1]
- 2006 Die U-Boot Polka
- 2007 BeDeLux – Dreiländerklang 2007
- 2007 Countess Yseult de Berlaymont, concertmars
- The Wild West
  1. The Sons of Katie Elder
  2. The Alamo
  3. The Outlaw Josey Wales
  4. Winnetou
  5. Cahill, US-Marschall

### Werken voor koren
- Drakenlied, voor kinderkoor en piano

### Kamermuziek
- Mystic, duet voor sopraansaxofoon en altsaxofoon

## Publicaties
- 22 Eigentijdse notenleerlessen L4

- Gemeinsame Normdatei: 1160337179
- MusicBrainz: 433c4aa0-58b2-487d-b012-8375dd00a688
- Virtual International Authority File: 2183152821998501040008
- WorldCat: E39PBJdGR44r9R9GpghK4T46rq